# Bataille de Aït Aïssi
La bataille de Aït Aïssi est une des expéditions par la régence d'Alger contre la Kabylie après la chute du royaume de Koukou
Batailles
- Bataille des Issers (1519)
- Prise d'Alger (1520)
- Bataille de la Kalâa des Beni Abbès (1553)
- Bataille de M'Sila (1554)
- Bataille de la Kalâa des Beni Abbès (1559)
- Siège de la Kalâa des Beni Abbès (1590)
- Siège d'Alger (1598)
- Bataille de Guidjel (1638)
- Bataille de Aït Aïssi (1745)
- Bataille des Zouaoua (1746)
- Bataille des Aït Irathen (1754)
- Insurrection de Kabylie (1756)
- Bataille de Draâ El Mizan (1767)
- Bataille de Draâ El Mizan (1768)

## Contexte
En 1745 le gouvernement d'Alger decida, d'entreprendre la conquête de tout le pâté montagneux qui s'étend de l'oued Beni Aïssi à l'oued Bougdoura (Draâ Ben Khedda),

## Bataille
L'armée algérienne était composée de deux colonnes principales. La première colonne était commandée par Mohamed ben Ali. La seconde était dirigée par Ahmed Agha. En une seule journée, ces deux colonnes sont parvenues à soumettre les tribus kabyles d'Aït Douala et Aït Zmenzer. Cependant, ils n'ont pas réussi à soumettre la tribu des Aït Mahmoud, qui leur a opposé une forte résistance, mais la bataille furent un succès. Malgré l'echec de soumire les Aït Mahmoud Mohamed ben Ali est promu au poste de Bey du Titteri,,,.